# 정현초등학교
정현초등학교는 대한민국 경기도 화성시에 있는 공립 초등학교이다.

## 연혁
- 2018년 3월 1일 : 개교
- 2021년 2월 8일